# Robert von Wachholtz
Robert August Wilhelm von Wachholtz (*  26. November 1816 in Braunschweig; † 27. Dezember 1897 ebenda) war herzoglich braunschweigischer Generalleutnant.

## Leben
Seine Eltern waren der kurbraunschweigische Generalmajor Friedrich Ludwig von Wachholtz (1783–1841) und dessen Ehefrau Karoline Johanne Henriette, geborene von Girsewald (1787–1868). Sein Vater war bekannt als Verfasser der Aufzeichnungen über seine Erlebnisse in der altpreußischen Armee und bei der Schwarzen Schar des Herzogs Friedrich Wilhelm von Braunschweig. 1860 verklagte von Wachholtz den Tischlermeister Ernst Carl Külbel wegen Beleidigung und Verleumdung des Ansehens seines Vaters, weil Külbel in einem Tatsachenbericht über den Schlacht die Beteiligung von Friedrich Ludwig von Wachholtz an der Rettung des verwundeten Herzogs widerlegt hatte. Von Wachholtz verlor den Prozess.

### Militärkarriere
Am 20. April 1833 dem Kadettenkorps kommend wurde von Wachholtz zunächst am 25. April 1834 zum Portepee-Fähnrich ernannt, ehe er am 23. April 1836 als Sekondeleutnant im Leib-Bataillon angestellt und dort am 11. April 1840 zum Premierleutnant befördert wurde. Nachdem er von 1841 bis 1846 als Lehrer im Kadettenkorps tätig gewesen war, absolvierte er 1846/47 die Generalstabsakademie in Hannover und nahm im Jahre 1848 als Generalstabsoffizier im Stab der mobilen 3. Infanterie-Brigade am Feldzug des X. Deutschen Bundesarmeekorps in Schleswig teil. Er wurde nach dem Krieg als Hauptmann und Kompaniechef in das Infanterieregiment versetzt. Während der Jahre 1849 bis 1867 wurde er teilweise im Frontdienst, teilweise im Generalstab verwendet und stieg zum Oberstleutnant auf. Mit dem Eintritt Braunschweigs in den Norddeutschen Bund erfolgte die Umgestaltung des Braunschweiger Armee. Von Wachholtz wurde am 3. Oktober 1867 zur Disposition gestellt, aber als Kommandeur des Landwehrbezirks Braunschweig II weiterverwendet.
Von dort ernannte ihn Herzog Wilhelm am 15. April 1872 zu seinem Flügeladjutanten und beauftragte ihn gleichzeitig mit der Führung der Geschäfte der Generaladjutantur und der Inspektion des Gendarmeriekorps. In dieser Stellung erhielt Wachholtz am 24. April 1873 sowie am 25. April 1881 den Charakter als Oberst bzw. Generalmajor.
Nach dem Tod des Herzogs am 13. Oktober 1884 blieb er in gleicher Verwendung bei dem neuen Regenten des Herzogtums, dem Prinzen Albrecht von Preußen. Er führte die Verhandlungen, auf Grund deren eine Militärkonvention mit Preußen abgeschlossen wurde und die Braunschweiger Truppen im Jahre 1886 in den Verband der Preußischen Armee traten. Er wurde am 8. Mai 1889 unter Verleihung des Charakters als Generalleutnant zum Generaladjutanten des Prinzregenten ernannt.
Von Wachholtz war der letzte Träger der alten schwarzen Uniform und eine in Stadt und Land bekannte Persönlichkeit. Er war Ehrenvorsitzender des Braunschweiger Landesverbandes und Ehrenmitglied des Bürgervereins der Stadt Braunschweig.

### Familie
Er heiratete am 18. November 1852 Ottonie Freiin von Münchhausen (* 3. März 1833; † 27. Dezember 1897). Aus der Ehe gingen folgende Kinder hervor:
- Bertha Karoline Adolphie (* 15. Oktober 1855) ⚭ 3. Februar 1890 Gustav Wirtz, preußischer Oberstleutnant
- Joachim Friedrich Alexander (* 23. September 1859; † 13. Januar 1889), preußischer Sekondeleutnant im Infanterie-Regiment Nr. 66